# Еспіноса-де-Енарес
Еспіноса-де-Енарес (ісп. Espinosa de Henares) — муніципалітет в Іспанії, у складі автономної спільноти Кастилія-Ла-Манча, у провінції Гвадалахара. Населення — 828 осіб (2010).
Муніципалітет розташований на відстані близько 75 км на північний схід від Мадрида, 31 км на північ від Гвадалахари.
На території муніципалітету розташовані такі населені пункти: (дані про населення за 2010 рік)
- Карраскоса-де-Енарес: 223 особи
- Еспіноса-де-Енарес: 605 осіб

## Демографія
Динаміка населення (INE ):

## Галерея зображень

Розташування муніципалітету у провінції Гвадалахара